# Nullniveau
Unter dem Nullniveau versteht man eine Fläche, der die Höhe 0 zugewiesen wird. Dieser Begriff wird meist in der Physik in Bezug auf Gravitationsfelder verwendet.

## Erde
Auf der Erde werden die Nullniveaus für Bezugshöhen oft in Anlehnung an einen Meeresspiegel definiert. Je nach Höhendefinition entspricht diese Fläche einem Rotationsellipsoid, Geoid, Quasigeoid oder einer anderen unregelmäßigen Fläche.

## Andere Planeten
Bei Planeten mit fester Oberfläche gilt als Nullniveau die Oberfläche des volumengleichen Rotationsellipsoides.
Auf Planeten ohne feste Oberfläche (Gasplaneten) ist es allgemein das Niveau, bei dem der Gasdruck 1 bar beträgt. Diese Definition lehnt sich an die Verhältnisse auf der Erde an, wo auf Nullniveau (Meeresspiegel) der Atmosphärendruck im Mittel 1,013 bar beträgt.